# Hedwig Haß
Hedwig Wilhelmine Haß (* 28. Juli 1902 in Fechenheim; † 2. Januar 1992 in Bad Waldsee) war eine deutsche Florettfechterin. Sie wurde deutsche Meisterin und Weltmeisterin. 

## Leben
Hedwig Haß focht für den Fechtclub Offenbach und gewann 1933, 1934, 1935, 1938 und 1941 die Deutschen Fechtmeisterschaften im Florett-Einzel. Bei den Internationalen Meisterschaften 1934 in Warschau gewann sie Silber mit der Mannschaft und Bronze im Einzel, 1935 in Lausanne holte sie Bronze mit der Mannschaft, 1936 in Sanremo wurde sie Mannschaftsweltmeisterin. Bei den Olympischen Spielen 1936 in Berlin belegte Haß im Einzel den vierten Platz. 1937 gewann Haß bei den Weltmeisterschaften in Paris Silber mit der Mannschaft.